# USS Curtis Wilbur (DDG-54)
USS Curtis Wilbur (DDG-54) je americký torpédoborec třídy Arleigh Burke. Je čtvrtou postavenou jednotkou své třídy. Postaven byl v letech 1991–1994 loděnicí Bath Iron Works ve městě Bath ve státě Maine. Torpédoborec byl objednán 13. prosince 1988, dne 12. března 1991 byla zahájena jeho stavba, hotový trup byl spuštěn na vodu 16. května 1992 a 19. března 1994 byl zařazen do služby.

## Služba

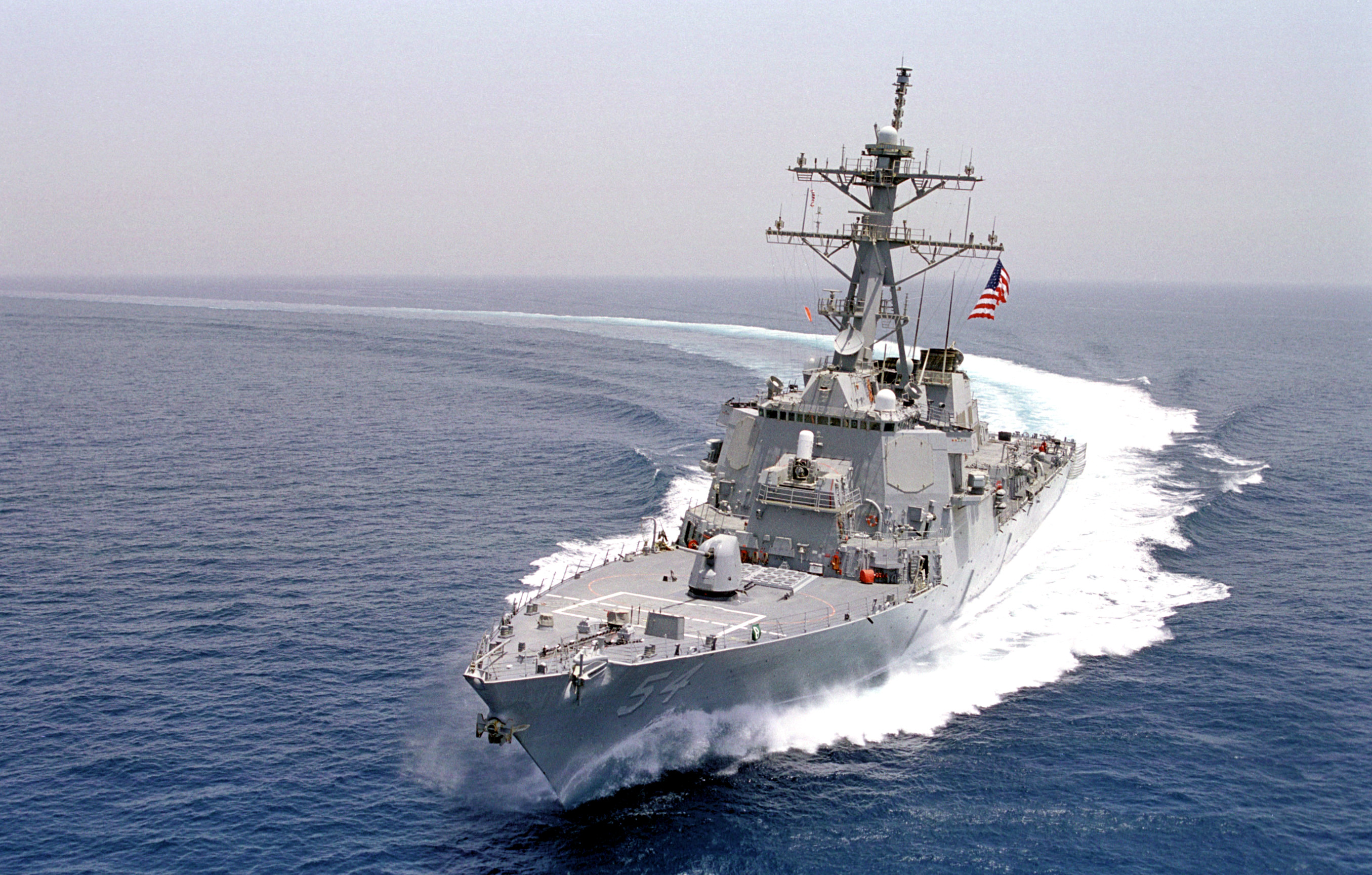
USS Curtis Wilbur v Arabském zálivu v roce 1999

Roku 1994 se Curtis Wilbur účastnil námořního cvičení RIMPAC 94. Jeho první nasazení proběhlo od roku 1995, přičemž operoval v Perském zálivu, kde se zapojil do operace Southern Watch a prosazování sankcí OSN proti Iráku. Roku 1996 byl převeden do Japonska. Od roku 1997 byl součástí bojové skupiny letadlové lodě USS Independence. V roce 1998 podnikl plavbu do jižního Pacifiku. Od března 1999 byl součástí bitevní skupiny letadlové lodě USS Kitty Hawk. V dubnu 1999 byl Curtis Wilbur odeslán do Perského zálivu, kde se podílel na udržování bezletové zóny nad Irákem a vymáhání sankcí OSN. V srpnu 1999 se vrátil na svou základnu v Jokosuce. Roku 2001 byl nasazen do Operace Trvalá svoboda.